# Agrupación Estudiantil Club de Fútbol
La Agrupación Estudiantil Club de Fútbol es un equipo de fútbol español fundado en 1982 en la parroquia de Loimil, en el municipio gallego de La Estrada, provincia de Pontevedra, y que desde 2020 tiene su sede en Santiago de Compostela, en la provincia de La Coruña. Milita en la temporada 2020-21 en el Grupo I de la Tercera División de España.

## Historia
En la temporada 2016/17 el Estudiantil se quedó a tres puntos de ser campeón de Preferente, lo que le daría el ascenso directo a Tercera División. El club acudió al Comité de Competición de la Federación Gallega de Fútbol para impugnar el partido contra el CSD Arzúa, por alineación indebida de este, al considerar que uno de los jugadores no podía jugar por estar sancionado. El comité no le dio la razón y el club fue al Comité de Apelación que sí le dio la razón y le adjudicó al Estudiantil los tres puntos de aquel partido que había ganado el Arzúa en el campo. En ese punto el Arzúa acudió al Comité Gallego de Justicia Deportiva, que le volvió a dar la razón quitándole de nuevo los puntos al Estudiantil. Entonces el Estudiantil denunció el caso ante la justicia común, quien falló en su contra a finales de 2018.
El Estudiantil no se dio por vencido y presentó un recurso ante el Tribunal Superior de Justicia de Galicia, quien esta vez falló definitivamente a favor, otorgándole el derecho a jugar en la Tercera División. Finalmente, el club aceptó la propuesta de la Federación de jugar la temporada 2019/20 en la última categoría del fútbol gallego, Tercera Galicia, y ascender a Tercera División en la 2020/21.
En junio de 2020 el club cambió su sede a Santiago de Compostela, tras llegar a un acuerdo con el Vista Alegre Sociedad Deportiva de dicha ciudad, que pasaría a ser su equipo filial. El acuerdo fue aprobado por los socios en una asamblea en la que se eligió también una nueva directiva presidida por Manuel Varela Pereiro.

## Estadio
Desde su fundación hasta 2020, el equipo jugó sus partidos como local en el campo de Os Casares de La Estrada. Tras el traslado a la capital de Galicia, su terreno de juego pasó a ser el campo municipal de Santa Isabel.

## Datos del club
- Temporadas en 1.ª: 0
- Temporadas en 2.ª: 0
- Temporadas en 2ªB: 0
- Temporadas en 3.ª: 1

### Historial por temporadas
| Temporada | Nivel | Categoría      | Puesto |
| --------- | ----- | -------------- | ------ |
| 2010/11   | 6     | 1.ª Autonómica | 11.º   |
| 2011/12   | 6     | 1.ª Autonómica | 10.º   |
| 2012/13   | 6     | 1.ª Autonómica | 1.º    |
| 2013/14   | 5     | Preferente     | 6.º    |
| 2014/15   | 5     | Preferente     | 13.º   |
| 2015/16   | 5     | Preferente     | 14.º   |

| Temporada | Nivel | Categoría   | Puesto |
| --------- | ----- | ----------- | ------ |
| 2016/17   | 5     | Preferente  | 3.º    |
| 2017/18   | 5     | Preferente  | 10.º   |
| 2018/19   | 5     | Preferente  | 20.º   |
| 2019/20   | 8     | 3.ª Galicia | 11.º   |
| 2020/21   | 4     | 3.ª         |        |